# Depressaria pulcherrimella
Depressaria pulcherrimella — вид лускокрилих комах родини плоских молей (Depressariidae).

## Поширення
Вид поширений в Європі. Присутній у фауні України.

## Опис
Розмах крил становить 16-19 мм. Голова і груди рожево-сіро-білуваті. Кінцевий суглоб вусиків з двома чорнуватими смугами. Передні крила досить вузькі, світло-червонуватого кольору з білуватими і темно-рудими плямами. Задні крила білуваті з бахромою.

## Спосіб життя
Імаго літають з червня по вересень. Личинки живляться листям Pimpinella saxifraga і Daucus та пряденими квітами і насінням Conopodium. Інші зареєстровані харчові рослини включають види Cnidium, Bunium і Valeriana.